# Važa Pšavela
Važa Pšavela, gruzínsky ვაჟა ფშაველა, původním jménem Luka Razikašvili (26. červenec 1861, Chargali – 10. červenec 1915, Tbilisi) byl gruzínský básník. Inspiroval se folklórem rodného kraje a jeho horskou přírodou. Jeho nejslavnějším dílem je sbírka Pojídač hadů.

## Život
Narodil se v malé vesničce Chargali v horské oblasti pšavského a chevsurského kraje (od pšavského kraje i jeho pseudonym). Studoval církevní školu a později pedagogický institut v městě Gori a práva na univerzitě v ruském Petrohradě. Po nedokončených studiích práv se vrátil do Gruzie a živil se jako učitel gruzínštiny. Podílel se také na národně-obrozeneckém procesu.
Začátky jeho literární tvorby se datují k roku 1881. Hlavním motivem jeho poezie je život horalů a jejich zvyky a tradice. S oblibou ve svých básních také používal dialekt rodného kraje. Často zobrazoval rozdíly mezi moderním světem a světem předků. Přírodu popisoval jako živou bytost, která cítí a myslí. Žil v období rozvoje tovární výroby v Gruzii, kterou viděl jako příznak úpadku a stavěl proti němu romantickou adoraci minulosti. Mnohé postavy z jeho děl se neumějí přizpůsobit změnám ve společnosti (zejm. Gvelis Mčameli, česky Pojídač hadů).
Jeho básně byly přeloženy do více než dvaceti jazyků.